# Pegomya silvicola
Pegomya silvicola este o specie de muște din genul Pegomya, familia Anthomyiidae, descrisă de Huckett în anul 1966. Conform Catalogue of Life specia Pegomya silvicola nu are subspecii cunoscute.